# Lăzăreni
Lăzăreni est une commune roumaine du județ de Bihor, en Transylvanie, dans la région historique de la Crișana et dans la région de développement Nord-Ouest.

## Géographie
La commune de Lăzăreni est située dans le sud-est du județ, à 24 km au sud-est d'Oradea, le chef-lieu du județ.
La municipalité est composée des huit villages suivants, nom hongrois, (population en 2002) :
- Bicăcel, Pusztabikács (232) ;
- Calea Mare, Magyargyepes (662) ;
- Cărăndeni, Nagykáránd (207) ;
- Cărănzel, Kiskáránd (116) ;
- Gepiș, Oláhgyepes (682) ;
- Gruilung, Hosszúliget (134)
- Lăzăreni, Miklóirtás (775), siège de la commune ;
- Micheleu, Méhelő (226).

## Histoire
La première mention écrite du village de Lăzăreni date de 1808 sous le nom de Lazur. Il apparaît ensuite en 1851 avec le nom de Mikló-Lazúr.
La commune, qui appartenait au royaume de Hongrie, en a donc suivi l'histoire.
Après le compromis de 1867 entre Autrichiens et Hongrois de l'empire d'Autriche, la principauté de Transylvanie disparaît et, en 1876, le royaume de Hongrie est partagé en comitats. Lăzăreni intègre le comitat de Bihar (Bihar vármegye).
À la fin de la Première Guerre mondiale, l'Empire austro-hongrois disparaît et la commune rejoint la Grande Roumanie au traité de Trianon.
En 1940, à la suite du deuxième arbitrage de Vienne, elle n'est pas annexée par la Hongrie et reste sous la souveraineté roumaine. 

## Politique
| Période                                  | Période  | Identité       | Étiquette   | Qualité |
| ---------------------------------------- | -------- | -------------- | ----------- | ------- |
| Les données manquantes sont à compléter. |          |                |             |         |
|                                          | 2012     | MFlorian Dorel | PNL         |         |
| 2012                                     | En cours | Cristian Paul  | PC puis PSD |         |

| Parti | Parti                        | Sièges |
| ----- | ---------------------------- | ------ |
|       | Parti social-démocrate (PSD) | 11     |
|       | Parti national libéral (PNL) | 2      |

## Religions
En 2002, la composition religieuse de la commune était la suivante :
- Chrétiens orthodoxes, 77,85 % ;
- Pentecôtistes, 10,34 % ;
- Baptistes, 8,66 % ;
- Grecs-Catholiques, 2,47 %.

## Démographie
De nos jours, la communauté tsigane, importante dans la commune, est majoritaire dans le village de Gepiș.
En 1910, à l'époque austro-hongroise, la commune comptait 3 462 Roumains (95,66 %) et 81 Hongrois (2,24 %).
En 1930, on dénombrait 4 208 Roumains (96,25 %), 47 Hongrois (1,08 %), 23 Juifs (0,53 %) et 93 Roms (2,13 %).
En 1956, après la Seconde Guerre mondiale, 4 675 Roumains (97,80 %) côtoyaient 91 Roms (1,90 %) et 5 Hongrois (0,10 %).
En 2002, la commune comptait 2 460 Roumains (81,08 %), 568 Roms (18,72 %) et 4 Hongrois (0,13 %). On comptait à cette date 1 165 ménages et 1 528 logements.
| 1880  | 1890  | 1900  | 1910  | 1920  | 1930  | 1941  | 1956  | 1966  |
| ----- | ----- | ----- | ----- | ----- | ----- | ----- | ----- | ----- |
| 2 650 | 2 895 | 3 205 | 3 619 | 3 672 | 4 372 | 4 811 | 4 780 | 4 467 |

| 1977  | 1992  | 2002  | 2007  | - | - | - | - | - |
| ----- | ----- | ----- | ----- | - | - | - | - | - |
| 4 330 | 3 102 | 3 034 | 2 955 | - | - | - | - | - |

## Économie
L'économie de la commune repose sur l'agriculture, l'élevage et l'apiculture.

## Communications

### Routes
Lăzăreni est située sur la route régionale DJ768 qui la relie à Hidișelu de Sus et à la DN76 Oradea-Deva au nord et à la DJ795 et Holod au sud.

## Lieux et monuments
- Calea Mare, église orthodoxe datant de 1780[6].